# Rūrangi
Rūrangi é uma série de televisão neozelandesa criada por Oliver Page e Cole Meyers e dirigida por Max Currie. A série consiste em duas temporadas, cada uma com cinco episódios. O projeto também foi editado em um longa-metragem para lançamento internacional. É estrelado por Elz Carrad junto com Arlo Green, Kirk Torrance, Awhina-Rose Ashby, Aroha Rawson, Renee Sheridan e Ramon Te Wake.
Foi premiado como Melhor Série de Curta Duração no 50° Prêmio Emmy Internacional.

## Enredo
A série acompanha a vida do ativista transgênero Caz Davis (Elz Carrad) em seu retorno à sua conservadora cidade natal, Rūrangi, em Northland. Davis deixou a pequena cidade 10 anos antes e foi para Auckland, tendo feito a sua transição durante esse período, e retorna a Rūrangi para se reconectar com seu pai.

## Elenco
- Elz Carrad como Caz Davis
- Arlo Green como Jem
- Kirk Torrance como Gerald Davis
- Awhina-Rose Ashby como Anahera
- Aroha Rawson como Whina Rangi
- Renee Sheridan como Agnes
- Ramon Te Wake como Ellie
- Sonny Tupu como Andrew Ainofo
- Adam Rohe como Jamie
- Tai Berdinner-Blades como Sasha Ainofo
- Adam Brown como Curt
- Mustaq Missouri como Conselheiro Ron
- Kate McGill como Ria
- Nikki Si'ulepa como Hui MC
- Ross Harper como Harry
- Renee Lyons como Colleen Richter

## Lançamento
Foi lançado mundialmente no Festival Internacional de Cinema da Nova Zelândia em 26 de julho de 2020. Mais tarde, foi exibido em setembro de 2020 no Frameline Film Festival em São Francisco, onde ganhou o Prêmio do Público de Melhor Longa. O Hulu adquiriu os direitos de transmissão de TV da série enquanto ela ainda estava em cartaz nos cinemas.